# King Island (Tasmanien)
King Island ist eine Insel, die zum australischen Bundesstaat Tasmanien gehört. Sie liegt am westlichen Ende der Bass-Straße (Bass Strait) zwischen Tasmanien und dem australischen Festland. Sie ist mit einer Fläche von 1.098 km² die mit Abstand größte und einzig bewohnte Insel der New-Year-Island-Gruppe. Zusammen mit der Furneaux-Gruppe auf der Ostseite Tasmaniens bilden diese Inseln sichtbare Überbleibsel der ehemaligen Landbrücke zum australischen Festland.
Die Insel ist nach Philip Gidley King, einem ehemaligen Gouverneur von New South Wales benannt, zu dem das Gebiet Tasmaniens früher gehörte. Die Insel gehört verwaltungsmäßig zur Local Government Area King Island Municipality.
Der südlichste Punkt der Insel ist Stokes Point, der nördlichste Cape Wickham.

## Geschichte
→ siehe auch: Geschichte Tasmaniens
Über die Entdeckung der Insel für die Europäer gibt es unterschiedliche Angaben; die offizielle Homepage der Insel gibt die erste Sichtung für das Jahr 1797 durch einen Captain Campbell an, eine andere Quelle 1791. Im Jahr 1801 wurde King Island von der Brigg Harbinger besucht, nach der die gefährlichen Harbinger Rocks vor der Nordwestküste der Insel benannt sind.
Man stellte fest, dass die Insel reich an Pelzrobben und Seeelefanten war; diese wurden bald bis an den Rand der Ausrottung ausgebeutet. 1802 besuchte der französische Entdecker Nicolas Baudin die Inseln mit seiner Flottille. Daraufhin wurde ein Schiff von Sydney ausgeschickt, um die Insel formell für Großbritannien zu beanspruchen und einer französischen Besiedelung zuvorzukommen. In der Folge wurden britische Siedlungen bei Port Phillip Bay, Port Dalrymple und am Derwent River errichtet.
Im Jahre 1825 wurde Van Diemen's Land, so der damalige Name Tasmaniens (bis 1856), unter Einbeziehung von u. a. King Island zu einer eigenständigen Kolonie erklärt. King Island wurde in den folgenden Jahrzehnten gelegentlich von Jägern, öfter jedoch von Schiffbrüchigen betreten, bis in den 1880er Jahren die dauernde Nutzung als Weideland begann. Die Ansiedlung von Farmern bedeutete den Beginn der kulturellen Entwicklung im europäischen Sinne: in den 1890er Jahren gab es erste kommerzielle Schiffsverbindungen, im Jahr 1896 eröffnete der erste Laden, sieben Jahre später das erste Hotel und im Jahre 1905 die erste Lokalzeitung. Die erste Flugverbindung gab es im Jahr 1932.

## Klima
|                       | Jan  | Feb  | Mär  | Apr  | Mai  | Jun   | Jul   | Aug   | Sep  | Okt  | Nov  | Dez  |   |       |
| Mittl. Tagesmax. (°C) | 20,3 | 20,6 | 19,6 | 17,2 | 15,2 | 13,5  | 12,9  | 13,2  | 14,3 | 15,6 | 17   | 18,7 | ⌀ | 16,5  |
| Rekordmaximum (°C)    | 38,4 | 37,6 | 35   | 30   | 23,1 | 18,6  | 18    | 19,6  | 26,5 | 29,5 | 33   | 36   | ᐃ | 0     |
| Mittl. Tagesmin. (°C) | 12,5 | 13,1 | 12,6 | 11,2 | 9,8  | 8,5   | 7,8   | 7,8   | 8,2  | 9    | 9,9  | 11,3 | ⌀ | 10,1  |
| Rekordminimum (°C)    | 6,4  | 7    | 6,1  | −0,6 | 1,1  | 1     | −0,5  | −2,2  | 0    | 0,6  | 4,6  | −2,2 | ᐁ | 0     |
|                       |      |      |      |      |      |       |       |       |      |      |      |      |   |       |
| Niederschlag (mm)     | 35,6 | 38,8 | 48   | 67,8 | 98,8 | 102,4 | 124,1 | 114,7 | 84,2 | 74,8 | 59,8 | 52,3 | Σ | 901,3 |

| 12,5 |

| 13,1 |

| 12,6 |

| 11,2 |

| 9,8 |

| 8,5 |

| 7,8 |

| 7,8 |

| 8,2 |

| 9 |

| 9,9 |

| 11,3 |

| 12,5 |

| 13,1 |

| 12,6 |

| 11,2 |

| 9,8 |

| 8,5 |

| 7,8 |

| 7,8 |

| 8,2 |

| 9 |

| 9,9 |

| 11,3 |

## Flora und Fauna
Schon früh nach ihrer Besiedelung wurde die Insel bekannt für ihre Robben, die einst durch jahrelange Jagd fast ausgerottet wurden. Außerdem sind die Fanggründe reich an großen Hummern, Langusten und Abalonen.
Entlang der Küste, die noch zu über 100 km unberührt ist, brüten zahlreiche Kolonien von Sturmtauchern. Ebenso sind Albatrosse, Seeadler, Seemöwen und Pinguine zu beobachten.
Die Landfauna ist reich an einheimischen und eingeführten Tierarten. So gibt es Bennet-Wallabys, Pfaue, Fasane, Schnabeltiere, Ameisenigel und Truthähne. Schutz finden die Tiere in dem ausgedehnten Buschland, das die Insel etwa zur Hälfte bedeckt. Ursprünglich gab es eine endemische Emu-Art, den Schwarzen Emu (Dromaius ater). Dieser wurde aber bereits kurz nach seiner Entdeckung durch Jagd und wiederholte Brandrodungen zur Umwandlung von Wald- und Buschland in Weideland ausgerottet. 2016 schlugen Naturschützer Alarm, weil das Verbreitungsgebiet der Unterart Acanthornis magna greeniana des Stammhuschers auf 1 km² geschrumpft war und dieses Taxon somit akut vom Aussterben bedroht ist.
In der Nähe von Surprise Bay (im Süden) liegt ein verkalkter Wald, um dessen Entstehung heute noch gerätselt wird.

## Schiffsunglücke
Die raue See um die Insel forderte in der Geschichte häufig ihren Tribut. Bis heute wurden über 60 Wracks entlang der Küste gefunden. Über 700 Menschenleben haben diese Unglücke gekostet. Aufgrund der gefährlichen See gibt es auf der Insel insgesamt vier Leuchttürme.
Die größte Schiffskatastrophe ereignete sich am 4. August 1845. Bei der Strandung des britischen Auswandererschiffs Cataraqui starben 399 Passagiere und Besatzungsmitglieder, nur neun Überlebende konnten sich retten.
Weitere Schiffbrüche an der Insel waren:
- 1801, großes dreimastiges Vollschiff, möglicherweise ein Walfänger, keine Überlebenden bekannt.
- 1835, Neva, Sträflingsschiff, 327 Tonnen, 225 Tote.
- 1840, Isabella, Vollschiff, 287 Tonnen, keine Toten.
- 1845, Cataraqui, Vollschiff, 802 Tonnen, 399 Tote.
- 1854, Brahmin, Vollschiff, 616 Tonnen, 17 Tote.
- 1854, Waterwitch, Schoner, 134 Tonnen, keine Toten.
- 1855, Whistler, amerikanischer Klipper, 942 Tonnen, 2 Tote.
- 1855, Maypo, Brigg, 174 Tonnen, keine Toten.
- 1865, Arrow, Schoner, 166 Tonnen, 1 Toter.
- 1866, Netherby, Vollschiff, 944 Tonnen, keine Toten.
- 1871, Loch Leven, eiserner Klipper, 1868 Tonnen, 1 Toter.
- 1874, British Admiral, eiserner Klipper, 79 Tote.
- 1875, Blencathra, eiserne Bark, 933 Tonnen, keine Toten.
- 1910, Carnarvon Bay, Vollschiff aus Stahl, 1932 Tonnen, keine Toten.

Die teilweise einfach erreichbaren Schiffswracks vor der Küste der Insel sind heute ein beliebtes Ziel für das Wracktauchen.

## Siedlungen
Die Bevölkerung betrug 2011 1.566 Einwohner mit einem Medianalter von 43,1 Jahren.
Die größte Stadt der Insel ist Currie an der Westseite der Insel. Grassy an der Ostseite war einst eine Bergbaustadt. Hier wurde Scheelit im Tagebau abgebaut. Nachdem die Mine geschlossen worden war, wurde die Stadt nahezu zu einer Geisterstadt, in den letzten Jahren stieg die Bevölkerung jedoch wieder an. Grassy ist auch für die Pinguinkolonien am Hafen bekannt.

## Wirtschaft und Kultur
Bekannt ist die Insel unter Gourmets für ihre Milcherzeugnisse, besonders die handgefertigten Käsesorten.
Bis 1990 stellte die industrielle Produktion von Wolfram einen wichtigen Produktionszweig dar, bis die Scheelit-Mine und die Fabrik im Dezember des Jahres geschlossen wurden.
Weitere Produkte sind Hummer, Mineralwasser, Kelp und Rindfleisch. Die Insel dient als sicherer Hafen für passierende Yachten und besitzt Windkraftanlagen von Hydro Tasmania.